# Regelace

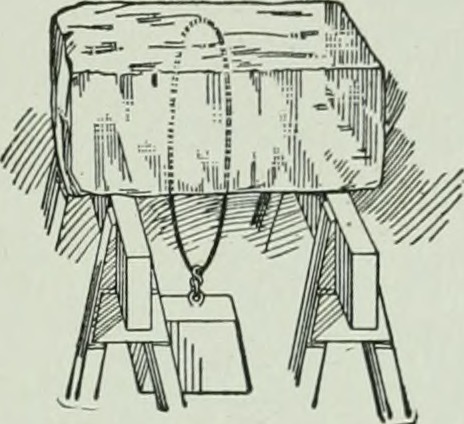
Klasický experiment zahrnující regelaci ledového bloku, pokud ním prochází napnutý drát.

Regelace je jev tání pod tlakem a opětovného zmrazení, když je tlak následně snížen. Regelaci lze demonstrovat smyčkou jemného drátu kolem bloku ledu, na níž je zavěšeno těžké závaží. Tlak vyvíjený na led jej pomalu místně taví a umožňuje drátu projít celým blokem. Jakmile se tlak uvolní, dráha drátu se znovu naplní, takže blok ledu zůstane pevný i po úplném průchodu drátu. Tento experiment je možný pro led při teplotách -10 °C nebo nižšími, a přestože jsou v zásadě platné, podrobnosti procesu, kterým drát prochází ledem, jsou složité. Celý jev funguje nejlépe u materiálů s vysokou tepelnou vodivostí, jako je měď, protože latentní teplo fúze z horní strany je třeba přenášet na spodní stranu, aby dodávalo latentní teplo tavení. Stručně řečeno, jev, při kterém se led v důsledku aplikovaného tlaku přeměňuje na kapalinu a poté, co je tlak odstraněn, se znovu převádí na led, se nazývá regelace.
Regelaci objevil Michael Faraday. Vyskytuje se pouze u látek, jako je led, které mají schopnost expandovat po zmrazení, protože teploty tání těchto látek klesají se zvyšujícím se vnějším tlakem. Teplota tání ledu klesá o 0,0072 °C s každou přidanou atmosférou tlaku. Například k roztavení ledu při -4 °C je potřebný tlak 500 atmosfér.

## Tavení povrchu

Křivka tání ledu

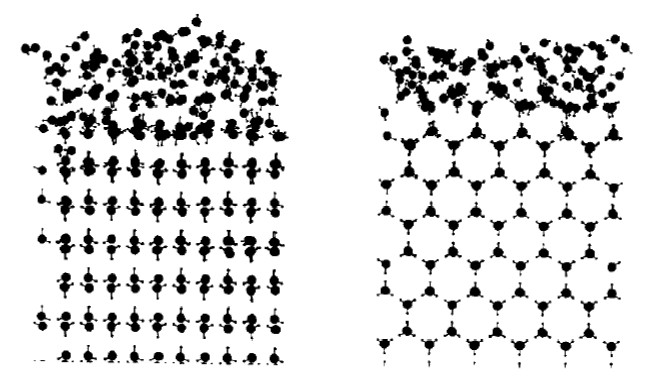
Molekulární struktura ledu blízko povrchu

U normálního krystalického ledu hluboko pod jeho teplotou tání dojde k určité relaxaci atomů blízko povrchu. Simulace ledu blízko bodu tání ukazují, že dochází spíše k výraznému tání povrchových vrstev než k symetrické relaxaci poloh atomů. Jaderná magnetická rezonance poskytla důkazy o tekuté vrstvě na povrchu ledu. V roce 1998 naměřili Astrid Döppenschmidt a Hans-Jürgen Butt pomocí mikroskopie atomárních sil tloušťku kapalné vrstvy na ledu zhruba 32 nm při −1 °C a 11 nm při −10 °C.
Tavení povrchu může odpovídat za následující:
- Nízký koeficient tření ledu, jaký znají bruslaři.
- Snadné zhutnění ledu
- Vysoká přilnavost ledových povrchů

## Příklady regelace
Ledovec může vyvíjet dostatečné množství tlaku na svůj spodní povrch, aby snížil bod tání svého ledu. Tání ledu na základně ledovce mu umožňuje pohybovat se z vyšší nadmořské výšky do nižší nadmořské výšky. Kapalná voda může proudit ze spodní části ledovce v nižších nadmořských výškách, když je teplota vzduchu nad bodem mrazu vody.

## Mylné představy
Bruslení je uvedeno jako příklad regelace; požadovaný tlak je však mnohem větší než hmotnost bruslaře. Regelace navíc nevysvětluje, jak lze bruslit při teplotách pod nulou °C. 
Zhutňování a tvorba sněhových koulí je dalším příkladem ze starých textů. Požadovaný tlak je opět mnohem větší, než je možné vyvinout ručně. Protikladem je, že auta nerozpouští sníh, když po něm přejíždí.